# Martin Vignolle
Martin Vignolle (Marsillargues, 18 marzo 1763 – Parigi, 13 novembre 1824) è stato un generale e politico francese. Fu attivo durante le guerre rivoluzionarie francesi e durante le guerre napoleoniche.
Il suo nome è inciso sul Pilastro Sud dell'Arco di Trionfo di Parigi.

## Biografia

### Dai primi anni alla Rivoluzione
Nacque in una famiglia protestante nel 1763. Si unì all'esercito nel 1779, unendosi al reggimento di fanteria Barrois. Venne promosso tenente nel 1791 e l'anno seguente, in seguito alla sua promozione a capitano, fu inviato a combattere contro i sabaudi sul fronte italiano. Partecipò alla prima battaglia di Saorgio e alla battaglia dell'Authion, dove venne ferito all'accampamento del Milleforche da una baionetta combattendo agli ordini del generale polacco Miakouski. Nel 1794 si unì al gruppo degli ufficiali dell'Armata d'Italia, venendo promosso capobattaglione. Mantenne i suoi incarichi sia durante il comando del generale Kellermann sia durante il comando di Schérer, del quale fu brevemente capo di stato maggiore. Con l'arrivo di Bonaparte, Vignolle divenne il secondo di Berthier. Combatté attivamente a Dego e al ponte di Lodi prima di venire promosso a generale di brigata e prendere parte alla battaglia di Castiglione. Dopo aver servito in una commissione incaricata di giudicare il comportamento disonesto degli ufficiali in Italia, Vignolle prese nuovamente le armi e combatté ad Arcole, dove venne ferito da due proiettili. Ristabilitosi, venne prima nominato comandante di Cremona il 7 gennaio 1797 e in giugno riprese il precedente incarico di vice capo di stato maggiore.
In seguito al trattato di Campoformio, rimase in Italia con l'incarico di ministro della Guerra della Repubblica Cisalpina. Mantenne l'incarico fino al 1799, quando il Direttorio richiese le sue dimissioni ed il suo ritorno in Francia. Dopo aver parzialmente aiutato il generale Moreau nell'organizzazione di alcuni battaglioni a Nizza, Vignolle si unì all'Armata di Riserva, sempre in qualità di vice capo di stato maggiore. Raggiunse l'esercito ad Aosta, venne nominato comandante di Ivrea ed in seguito partecipò all'attraversamento del Ticino a Turbigo. Venne appuntato comandante di Milano il 2 giugno, non prendendo parte alla decisiva battaglia di Marengo. In seguito all'armistizio di Alessandria, servì nell'armata d'Italia sotto il generale Brune, combattendo e restando ferito nella battaglia di Pozzolo il 25 dicembre 1800.
Rimase in Italia per altri due anni, svolgendo incarichi di tipo prevalentemente organizzativo e tornando ad occupare il posto di ministro della Guerra della Repubblica Cisalpina dal 1802 al 1803. Dopodiché, venne spedito in Olanda ad organizzare l'esercito batavo e promosso a generale di divisione. Nel 1804 entrò a far parte dello staff del generale Marmont, del quale divenne in breve tempo capo di stato maggiore.

### Il servizio sotto l'Impero

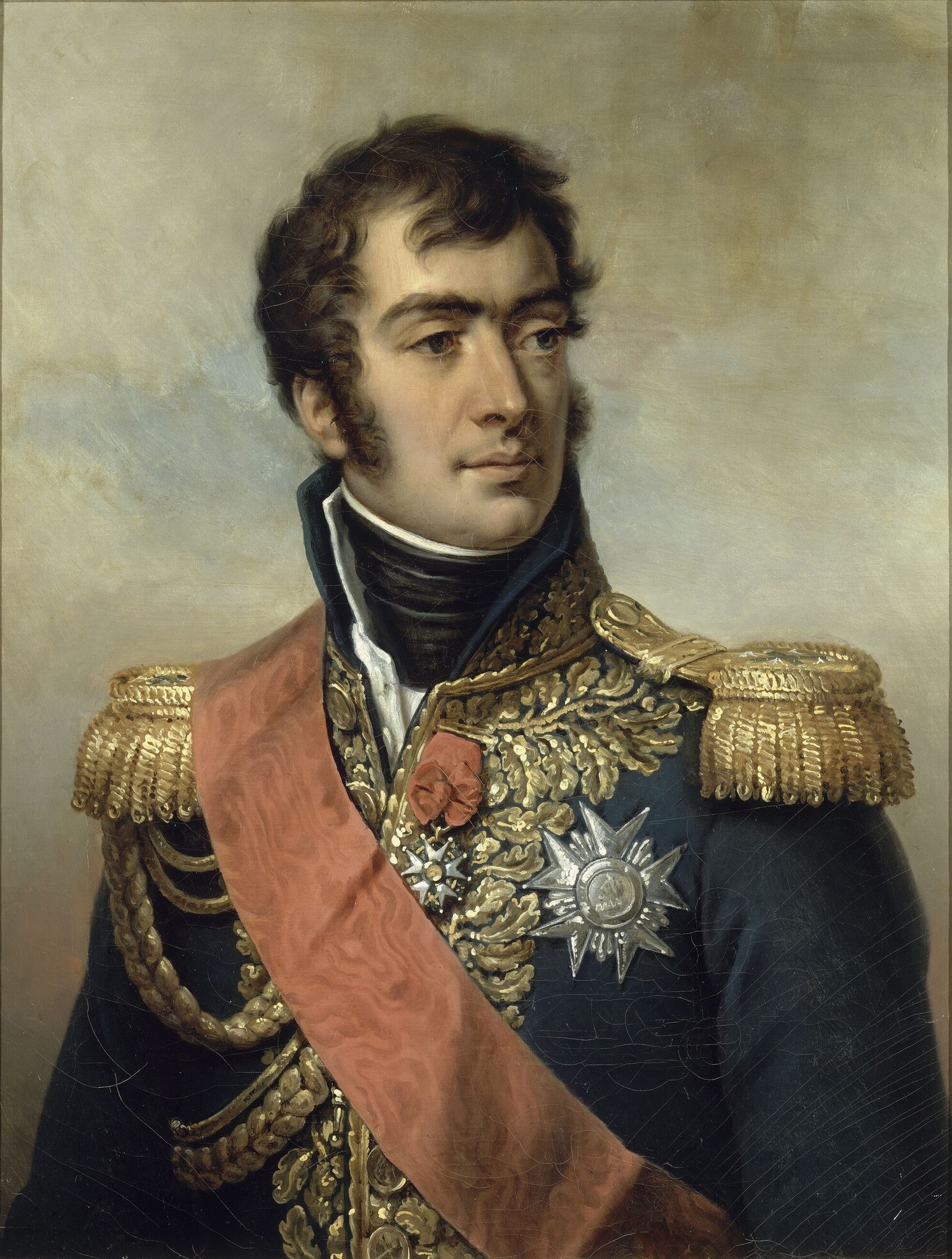
Il maresciallo Marmont

Durante la guerra della Terza coalizione, accompagnò Marmont e il II Corpo. Una volta conclusa la guerra, fu nominato capo di stato maggiore del giovane Eugenio di Beauharnais. Non trascorse molto tempo prima di essere richiamato a fianco di Marmont l'anno seguente. Sempre nel 1806, anno della creazione dell'Ordine della Corona ferrea, fu tra i 25 generali inizialmente insigniti del titolo di cavaliere. Due anni più tardi fu nominato Barone dell'Impero.
Nel 1809, accompagnando il futuro maresciallo Marmont, combatté gli austriaci durante la sua campagna in Dalmazia. Quando le sue forze si congiunsero con quelle di Eugenio, si diresse verso l'Austria, dove partecipò alle battaglie di Aspern-Essling e di Wagram. In questi scontri venne gravemente ferito all'occhio destro, del quale perse l'uso. A guerra conclusa, venne nominato Conte dell'Impero, ottenendo una dotazione di 20000 franchi all'anno.
Nel 1810 venne assegnato per la seconda volta come capo di stato maggiore di Eugenio e durante il periodo di assenza di Eugenio, dovuto alla campagna in Russia, fu Vignolle stesso a gestire l'esercito napoleonico in Italia. Al ritorno del viceré, Vignolle tornò al suo ruolo originale all'interno dell'esercito franco-italiano ed accompagnò Eugenio nella sua campagna alla difesa del Regno d'Italia. Nel dicembre 1813 fu nominato Grand'Ufficiale della Legion d'Onore e Commendatore dell'Ordine della Corona ferrea. Il 10 maggio dell'anno seguente, sotto la restaurata monarchia dei Borbone, fu nominato Cavaliere dell'Ordine di San Luigi. Al ritorno di Napoleone dall'Elba, divenne ispettore generale del III arrondissement di fanteria. Definitivamente caduto l'imperatore, si ritirò dalla vita militare nel settembre 1815.

### Ultimi anni
Nel 1817, pubblicò un dettagliato resoconto della sua esperienza al fianco di Eugenio di Beauharnais durante la sua ultima campagna militare. Per un breve periodo, tra il 1818 ed il 1819 divenne prefetto della Corsica, ma concluse l'esperienza dimettendosi dall'incarico.
Per quanto riguarda altri aspetti della sua vita, nel 1816 fu fatto conte dal re di Francia; nel 1821 venne promosso a Commendatore dell'Ordine di San Luigi e nel 1822 venne eletto deputato per l'arrondissement di Saint-Hyppolite. Si spense a Parigi il 13 novembre 1824.